# Sauber C12
Sauber C12 byl vůz, se kterým tým Sauber závodil a debutoval ve Formuli 1 v sezóně 1993. Jeho design navrhl Leo Ress.

## Motor
O pohon se staral 3,5litrový motor V10 značky Sauber vyrobený společností Ilmor ve spolupráci s Mercedesem. Vůz C12 dostal na kapotu motoru nálepku „Koncept od Mercedes-Benz“, kvůli úzkému vztahu obou stran z programu Mistrovství světa sportovních vozů. Motory byly přeznačeny v roce 1994, aby odrážely partnerství.

## Jezdci
Karl Wendlinger se znovu spojil se svým bývalým týmem z Mistrovství světa sportovních vozů v rámci přípravy na svůj debut v Grand Prix. Měl za sebou dvě sezóny Formule 1, když debutoval při Grand Prix Japonska 1991 s Leyton House. JJ Lehto (Jyrki Järvilehto) startoval v sezónách 1989 až 1992 ve 38 Grand Prix (bez neúspěchů v kvalifikaci).

## Shrnutí sezóny
Lehto přispěl ke slibnému začátku 5. místem při Grand Prix Jihoafrické republiky v Kyalami a vylepšil ho 4. místem v Imole, domově Grand Prix San Marina, a to i přes problém s motorem.
Vozy C12 měly poněkud smíšenou sezónu s celkem dvanácti odstoupeními kvůli mechanické poruše, včetně sedmi poruch motoru (nezahrnuje Imolu, kde byl Lehto klasifikován). Incidenty související s jezdci představovaly dalších šest odstoupení.
Vozy C12 dosáhly z 32 startů šesti bodovaných umístění a osmi nebodovaných umístění. Jezdci nasbírali celkem 12 bodů a tým získal 7. místo v poháru konstruktérů.
Vůz byl nahrazen na začátku sezóny 1994 Sauberem C13.

## Kompletní výsledky ve Formuli 1
| Legenda k tabulce | Legenda k tabulce                                                                       |
| Barva             | Výsledek                                                                                |
| ----------------- | --------------------------------------------------------------------------------------- |
| Zlatá             | Vítěz                                                                                   |
| Stříbrná          | 2. místo                                                                                |
| Bronzová          | 3. místo                                                                                |
| Zelená            | Bodované umístění                                                                       |
| Modrá             | Nebodované umístění                                                                     |
| Modrá             | Dokončil neklasifikován (NC)                                                            |
| Fialová           | Odstoupil (Ret)                                                                         |
| Červená           | Nekvalifikoval se (DNQ)                                                                 |
| Červená           | Nepředkvalifikoval se (DNPQ)                                                            |
| Černá             | Diskvalifikován (DSQ)                                                                   |
| Bílá              | Nestartoval (DNS)                                                                       |
| Bílá              | Závod zrušen (C)                                                                        |
| Světle modrá      | Pouze trénoval (PO)                                                                     |
| Světle modrá      | Páteční testovací jezdec (TD)                                                           |
| Bez barvy         | Netrénoval (DNP)                                                                        |
| Bez barvy         | Vyřazen (EX)                                                                            |
| Bez barvy         | Nepřijel (DNA)                                                                          |
| Bez barvy         | Odvolal účast (WD)                                                                      |
| Bez barvy         | Nezúčastnil se (prázdné)                                                                |
| Označení          | Význam                                                                                  |
| Tučnost           | Pole position                                                                           |
| Kurzíva           | Nejrychlejší kolo                                                                       |
| †                 | Jezdec nedojel do cíle, ale byl klasifikován, protože odjel více než 90 % délky závodu. |
| ‡                 | Byl udělován poloviční počet bodů, protože bylo odjeto méně než 75 % délky závodu.      |
| Horní index       | Umístění bodujících jezdců ve sprintu                                                   |

| Rok  | Tým                   | Motor      | Pneumatiky | Jezdci          | 1   | 2   | 3   | 4   | 5   | 6   | 7   | 8   | 9   | 10  | 11  | 12  | 13  | 14  | 15  | 16  | Body | Umístění |
| ---- | --------------------- | ---------- | ---------- | --------------- | --- | --- | --- | --- | --- | --- | --- | --- | --- | --- | --- | --- | --- | --- | --- | --- | ---- | -------- |
| 1993 | Team Sauber Formula 1 | Sauber V10 | G          |                 | RSA | BRA | EUR | SMR | ESP | MON | CAN | FRA | GBR | GER | HUN | BEL | ITA | POR | JPN | AUS | 12   | 7. místo |
| 1993 | Team Sauber Formula 1 | Sauber V10 | G          | Karl Wendlinger | Ret | Ret | Ret | Ret | Ret | 13  | 6   | Ret | Ret | 9   | 6   | Ret | 4   | 5   | Ret | 15  | 12   | 7. místo |
| 1993 | Team Sauber Formula 1 | Sauber V10 | G          | JJ Lehto        | 5   | Ret | Ret | 4   | Ret | Ret | 7   | Ret | 8   | Ret | Ret | 9   | Ret | 7   | 8   | Ret | 12   | 7. místo |